# Clubiona yangmingensis
Clubiona yangmingensis är en spindelart som beskrevs av Hayashi och Yoshida 1993. Clubiona yangmingensis ingår i släktet Clubiona och familjen säckspindlar.
Artens utbredningsområde är Taiwan. Inga underarter finns listade i Catalogue of Life.